# Z Aquilae
 Z Aquilae är en pulserande variabel av Mira Ceti-typ i stjärnbilden Örnen.
Stjärnan varierar mellan visuell magnitud +8,2 och 14,8 med en period av 129,226 dygn.